# 喬恩·菲利普斯
喬恩·「雷洪」·菲利普斯（英語：Jon "rejon" Phillips ，1979年5月28日—），是一名開放原始碼開發者、藝術家、設計師、作家、教育工作者、專業講員和藝術館長，擁有超過12年在電腦文化中創立社群和工作經驗。他創立並發展Fabricatorz LLC，從2008年開始營運，服務包括Google、Mozilla 和創用CC（Creative Commons）等客戶。他目前是社會網路公司Status.Net的社群主管。

## 生平和工作
2002年，他協助發行開放原始碼繪圖工具Inkscape。2004年，他建立開放美工圖庫（Openclipart），並共同建立開放字型庫（Open Font Library）。他與巴塞爾．薩法迪（Bassel Safadi）一起建立了Aiki架構（Aiki Framework）來執行OCAL和OFLB，並共同創辦了Arki Lab公司，專門從事Aiki架構上層的建造。他曾在舊金山藝術學院（San Francisco Art Institute）教授設計和科技。他也是Qi hardware（copyleft硬體）的共同創辦人，研發生產Milkymist One視訊合成器（Video synthesizer）。他和毛向輝（Isaac Mao）、克里斯多福．亞當斯（Christopher Adams）一起領導分享主義計劃（Sharism project）。

## 詳見
- Open Clip Art Library
- Open Font Library
- Inkscape
- Libre Graphics Meeting
- Qi Hardware
- Milkymist
- FOSSASIA

## 外部連結
- Personal Website（页面存档备份，存于）
- Sharism Website（页面存档备份，存于）
- Fabricatorz（页面存档备份，存于）